# Osmia giliarum
Osmia giliarum är en biart som beskrevs av Cockerell 1906. Osmia giliarum ingår i släktet murarbin, och familjen buksamlarbin. Inga underarter finns listade i Catalogue of Life.